# Freie Hansestadt Bremen
 Denne artikel omhandler delstaten Bremen. For at se artiklen om byen Bremen, se Bremen.
Freie Hansestadt Bremen er en delstat (Bundesland) i det nordlige Tyskland, langs floden Weser. Bydelstaten Bremen udgøres af to enklaver, byerne Bremen og Bremerhaven, der begge er fuldstændig omgivet af Niedersachsen. Den har et areal på 404 km² og har 704.881 (31.12.2024) 682.986 indbyggere (2018-12-31). Det samlede indbyggertal har ikke ændret sig meget de seneste år. Der er fødselsunderskud, men det opvejes af en betydelig tilflytning. Ministerpræsident er Andreas Bovenschulte (SPD), der leder en koalitionsregering af SPD, Bündnis 90/Die Grünen og Die Linke.
Statens valgsprog er plattysk: buten un binnen – wagen un winnen (ude og inde – vove og vinde).

## Galleri
- Bremens byvåben
- Statuen Bremer Stadtmusikanten